# Alberdingk Thijm College
Het Alberdingk Thijm College (ATC) is een middelbare school in Hilversum, gesticht in 1921 en sinds 1973 gelegen aan het Laapersveld. De school is van oudsher katholiek georiënteerd. Het ATC biedt havo en vwo aan en is een van de drie scholen in Hilversum met een (aparte) gymnasiumafdeling. Het ATC vormt de grootste school binnen de AT-scholengroep met ongeveer 1900 leerlingen in 2020.

## Geschiedenis
Na gelijktrekking van de landelijke subsidieregeling voor de financiering van onderwijs in 1917 ontstond onder de katholieke middenstand de behoefte voor eigen onderwijs, wat in 1921 leidde tot de oprichting van een rooms-katholieke HBS in een villa aan de Emmastraat nr. 56. De school was vanaf 1924 ook toegankelijk voor meisjes. Na een kwakkelend voortbestaan in de jaren 1920 en '30 kreeg de school in 1938 een positieve stimulans met de oplevering van een nieuw schoolgebouw -mét kapel- op hetzelfde adres. Het gebouw was ontworpen door Nico Andriessen, duidelijk beïnvloed door de beroemde architect Willem Dudok. Het is thans in gebruik door de verzelfstandigde afdeling International School Hilversum.
In de Tweede Wereldoorlog nam de Duitse bezetter het pand in bezit. Toen de school na de oorlog in 1946 haar eigen gebouw weer in gebruik nam, was het leerlingenaantal gegroeid en werd bovendien een gymnasiumafdeling geopend (1947). De school heette vanaf dat moment R.K. Lyceum. In 1954 werd een middelbare meisjesschool toegevoegd.
In 1962 werd een dependance in Laren geopend, in 1968 verzelfstandigd als R.-K. Atheneum Laar & Berg. Het Atheneum kreeg in 1968 zijn zelfstandigheid, de havo-afdeling in 1971.
De villa naast de school werd ook door de school in gebruik genomen. Omdat de school de Emmastraat ontgroeide, verhuisde zij in 1973 naar de huidige locatie aan het Laapersveld. In 1983 werd de internationale afdeling geopend en in 1989 het tweetalig onderwijs geïntroduceerd. Fusie met Laar & Berg en Groot Goylant vond plaats in 1995. De naam werd veranderd in 'Katholiek Lyceum in het Gooi' (KLG).
In de periode 2004-2006 is de school grondig verbouwd en zijn er een kunstgrasveld en een nieuw gebouw, de nieuwbouw, aan het schoolterrein toegevoegd.
In 2018 is de International School Laren opgericht.

## Naam
De school is in 1968 vernoemd naar de katholieke schrijver Joseph Alberdingk Thijm. Dat was het onverwachte resultaat van een leerlingenstunt. In 1966 sloten de leerlingen uit HBS 6a bij wijze van examenstunt de school, en spijkerden, terwijl de leerlingen en leraren buiten op 'de cour' zaten, boven de deur een nieuw naambordje: "Alberdingk Thijm College". Dat grapje werd echter in alle ernst overgenomen door het bestuur, zodat de school vanaf 1968 de naam van de 19e-eeuwse schrijver en publicist J.A. Alberdingk Thijm draagt.

## Speerpunten
Het ATC heeft als belangrijkste speerpunten:
- ICT-onderwijs.
- Internationalisering
- English Immersion Classes (EIC)
- Gymnasium
- Kunst & Cultuur
- Onderzoekend béta onderwijs

## Bekende oud-leerlingen en docenten
- Bram Krikke
- Marlies Claasen
- Tim Coronel
- Tom Coronel
- Dascha Graafsma
- Anne Huizinga
- Kim van Kooten
- Kasper van Kooten
- Mark van der Werf
- Ivo de Wijs
- Matthijs van Nieuwkerk
- Jan Joost van Gangelen
- Jeroen Stekelenburg

## Varia
- De vmbo-afdeling, de Alberdingk Thijm Mavo, is in 2004 verzelfstandigd en is niet meer gehuisvest aan het Laapersveld.
- Sinds 2007 bevindt zich op het achterterrein van de school een nieuwbouwlocatie.
- In 2011 opende de minister van onderwijs, Marja van Bijsterveldt, de nationale eindexamens op het ATC.[1]
- Sinds 2015 krijgt havo 4 les in zijn eigen gebouw op het Peter Planciusplein in Hilversum. Deze locatie wordt ook wel "Klein ATC" genoemd.
- Vanaf 2018/2019 is ook het naastgelegen pand aan Laapersveld 9 overgenomen en dit vormt nu het thuis van alle examenleerlingen van het ATC.